# Sinacaban
Sinacaban é um município de  quinta classe de renda municipal (d) na província Misamis Ocidental, nas Filipinas. De acordo com o censo de 1 de maio  de  2020 possui uma população de 19 671 pessoas e 4 912 domicílios.